# Key Long

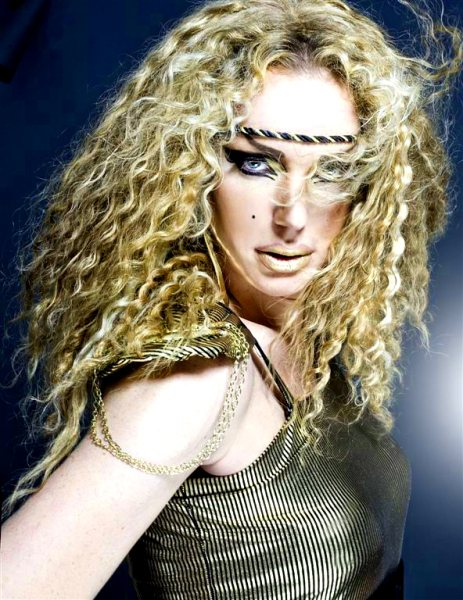
Key Long (2010)

Key Long ist eine israelische Drag Queen, Modedesignerin und Entertainerin.

## Leben
Key Long wurde mit dem Namen Avi Kiperman als Sohn einer kinderreichen Familie in Beʾer Scheva geboren. Im Alter von 17 Jahren nahm Kiperman aufgrund seiner Körpergröße von 2 Metern den Namen K – den ersten Buchstaben seines Nachnamens im Englischen – für seinen Künstlernamen mit dem Zusatz Long an.
Kiperman diente als Operations Sergeant in der Armee und studierte anschließend Modedesign am Shankar College. Im Rahmen seines Studiums absolvierte er ein Praktikum beim kanadischen Modehaus Daymore und schloss sein Studium 2008 mit Auszeichnung ab. Kiperman entwirft neben seiner Tätigkeit als künstlerischer Leiter des Clubs Howman 17 auch Brautkleider und tritt regelmäßig als Key Long in der Partyreihe FF auf
Long begann 1998 im Forum Club in Beʾer Scheva aufzutreten und wurde in der lokalen Presse gecovert.
Im Jahr 2000 entwarf Key Long im Rahmen ihrer Aktivitäten im Club den Präsentationswagen des Clubs für die Love Parade in Tel Aviv.
Kiperman verlegte seinen Wohnort 1999 nach Tel Aviv. Zu den Shows der Drag Queen gehörte „The Divas Show“, in der sie an der Seite von Anina Nosha Lieder prominenter Sängerinnen aufführte. Darüber hinaus trat sie in Amsterdam, Istanbul, Paris, Kanada, London, Barcelona, Berlin und anderen Orten auf. Als Hauptdarsteller der Tel Aviv Gay Vibe beteiligt sich Long aktiv an der Vertretung Israels bei Konzerten in den Hauptstädten der Welt.
Long trat von Zeit zu Zeit in verschiedener Werbespots und Musikvideos israelischer Künstler, darunter Maya Buskila, Keren Pels und Skazi im Fernsehen auf. Im Jahr 2009 war Long Gastgeber der Sportler Ron Koffman und Itzik Zohar während der vierten Staffel der Reality-Show „Once in a Lifetime“. Aufgrund ihrer Neigungen gab es große Spannungen zwischen Key Long und Zohar, und die Konflikte zwischen ihnen waren ein Hauptthema während der Staffel.
In Interviews identifiziert sich Long mit ihrem Künstlernamen und gibt an, dass sie sich nicht mehr als Frau oder Mann definiert und sich keinem Geschlecht zuordnet und dass es ihr Spaß macht, zwischen den beiden Welten zu pendeln. In Interviews mit den Medien bezeichnet sie sich selbst jedoch als Frau, ebenso wie die Medien, die über sie berichten. Long schreibt auf der Website von Mako Gava eine Modekolumne mit dem Titel „Hot K Tour“, in der sie die Kleidung von Prominenten aus aller Welt und insbesondere aus Israel kritisiert und über Mode und Styling schreibt.
Im November 2011 nahm Long an der Kampagne „Nach jeder Nacht kommt ein Tag“ teil, die einige Monate zuvor nach vier Selbstmordfällen in der Schwulen Community ins Leben gerufen wurde.
Im Jahr 2011 wurde Key Long zum ersten Platz im Wettbewerb des XL-Getränkekonzerns um den Titel „Drag Queen of Israel“ gewählt und im selben Jahr von Mako zu einer der 50 einflussreichsten und prominentesten Personen der israelischen LGBT-Community gewählt.
Im selben Jahr rekrutierte die Organisation Bella Doegat führende Szene-Größen für die Sensibilisierung für HIV und erstellte mit ihrer Beteiligung einen „Bella Doegat“-Kalender. Viele bekannte Partygrößen beteiligten sich an der Mobilisierung und posierten für den „Bella Dugat“-Kalender dieses Jahres. Unter den Teilnehmern waren neben Key Long Shimon Shirazi, Eliot, Tallulah Bonet und andere Meinungsführer der Schwulengemeinschaft.
Im Jahr 2014 wirkte Long in der Rolle „Empire“ im Musical „A Funny Thing Happened“ des Chamber Theatre mit Shlomo Baraba, Itay Tiran und Irit Kaplan.
Im Januar 2015 wurde Key Long mit der Begründung, sie sei weder eine Frau noch ein Mann, von der Klagemauer aus dem Frauenbereich und dem Männerbereich gewiesen.
Im Jahr 2015 wurde Long vom Magazin „Et“ zu einem der 100 israelischen Influencer in der israelischen Modewelt gewählt.
Im Jahr 2016 wurde sie ausgewählt, Israel im Namen des Außenministeriums als internationale Botschafterin in den Hauptstädten der Welt zu vertreten, um den Tourismus im Land zu fördern. Im selben Jahr wurde sie auch ausgewählt, um für die Kampagne des Tourismusministeriums für die internationale Kampagne von Tel Aviv fotografiert zu werden.